# 롤라 사드
롤라 사드(아랍어: رولا سعد, 영어: Rola Saad, 1978년 8월 25일 ~ )는 레바논의 가수, 모델이다.